# ローラ・サマートン
ローラ・サマートン（Laura Summerton、1983年12月13日 - ）は、オーストラリアの女性プロバスケットボール選手。ポジションはスモールフォワード。

## 人物
「オーストラリア国立スポーツ研究所」からWNBLのアデレード・ライトニングでプロデビュー。
2005年と2006年にはWNBAのコネティカット・サンでプレー。
一方、オーストラリア代表としてアテネ・北京の2大会で銀メダルを獲得。2006年の世界選手権では優勝を果たす。
イタリア・セリエAでプレーした後、現在はアデレード・ライトニング所属。